# 尼西乡
尼西乡（藏語：ཉི་ཤར་ཤང་།），是中华人民共和国云南省迪庆藏族自治州香格里拉市下辖的一个乡镇级行政单位。

## 行政区划
尼西乡下辖以下地区：
幸福村、新阳村、汤满村和江东村。